# Subo
Subo is een bestuurslaag in het regentschap Jember van de provincie Oost-Java, Indonesië. Subo telt 2982 inwoners (volkstelling 2010).